# Osthofentor

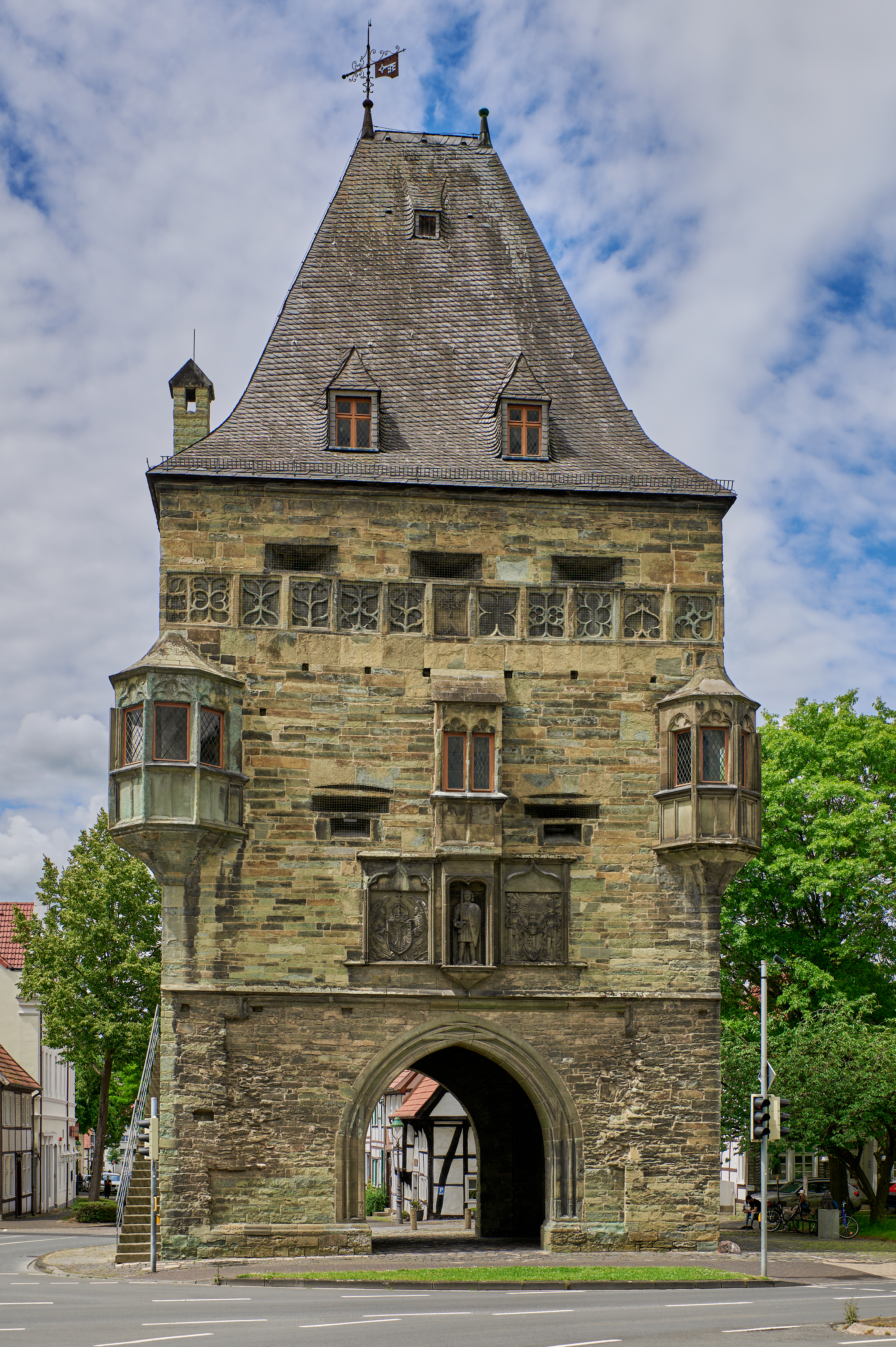
Osthofentor (2022)

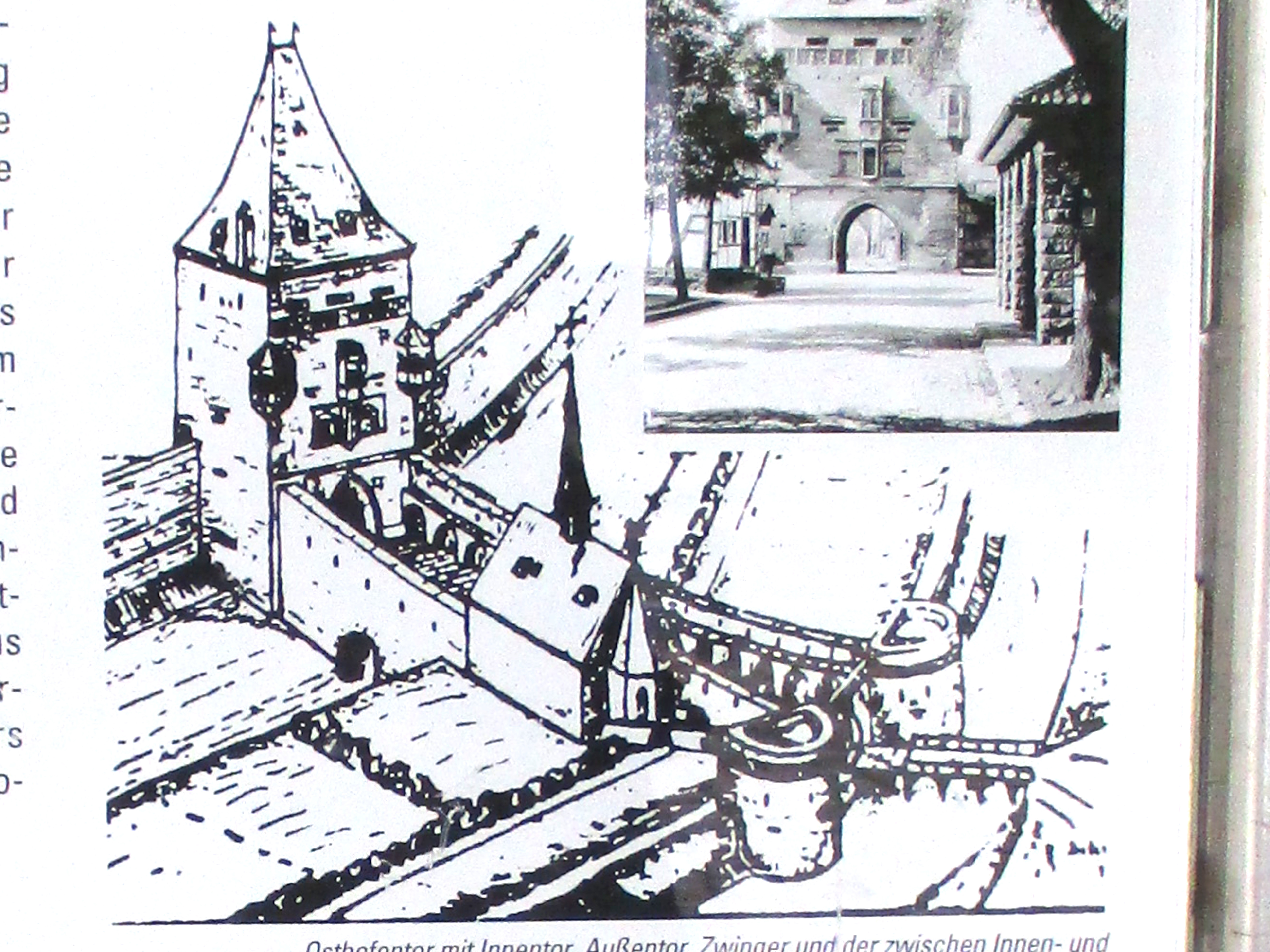
Rekonstruktionszeichnung des Osthofentores mit Innentor, Außentor, Zwinger und der Severinkapelle

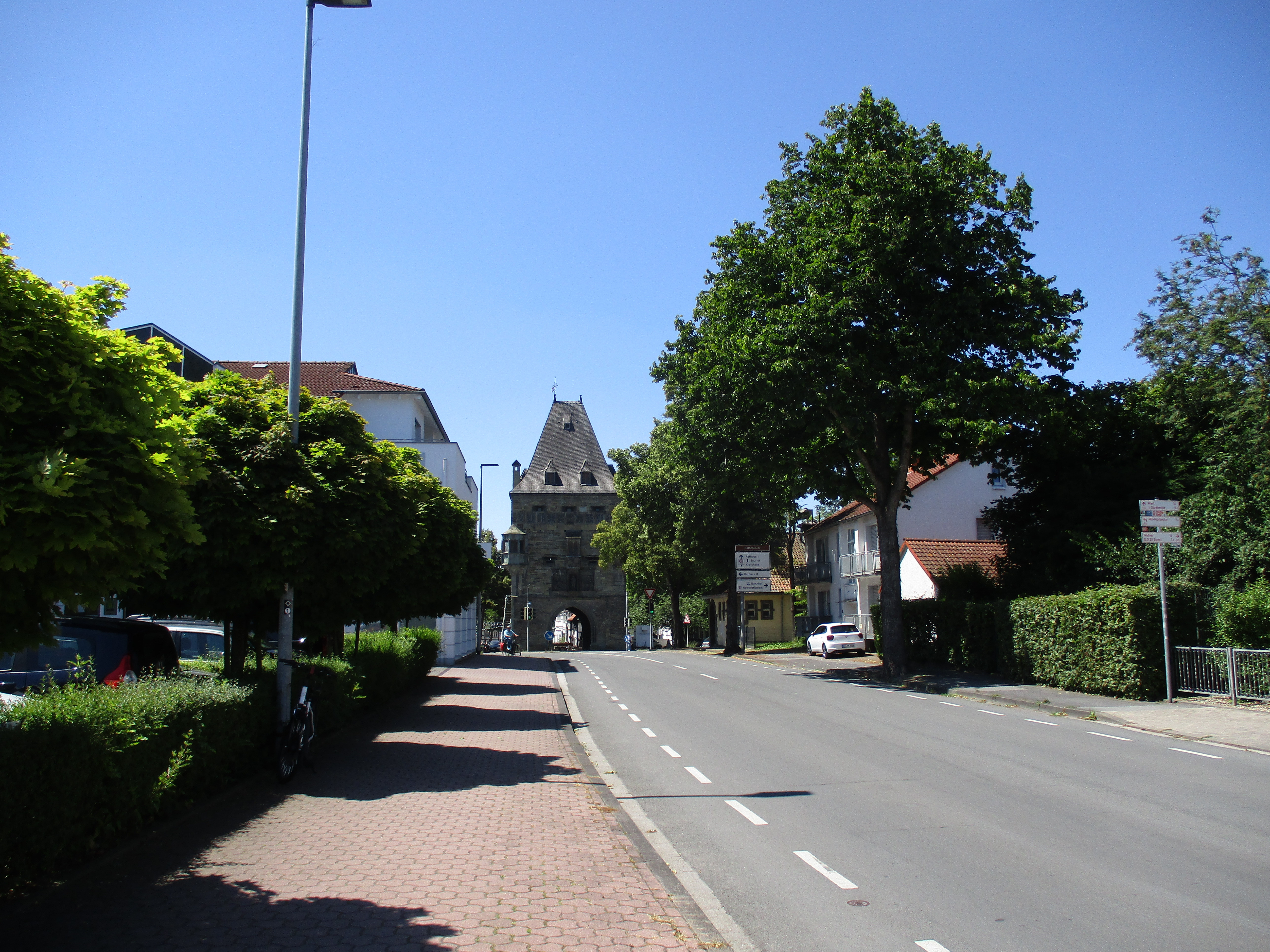
Etwa hier befand sich das äußere Zugangstor.

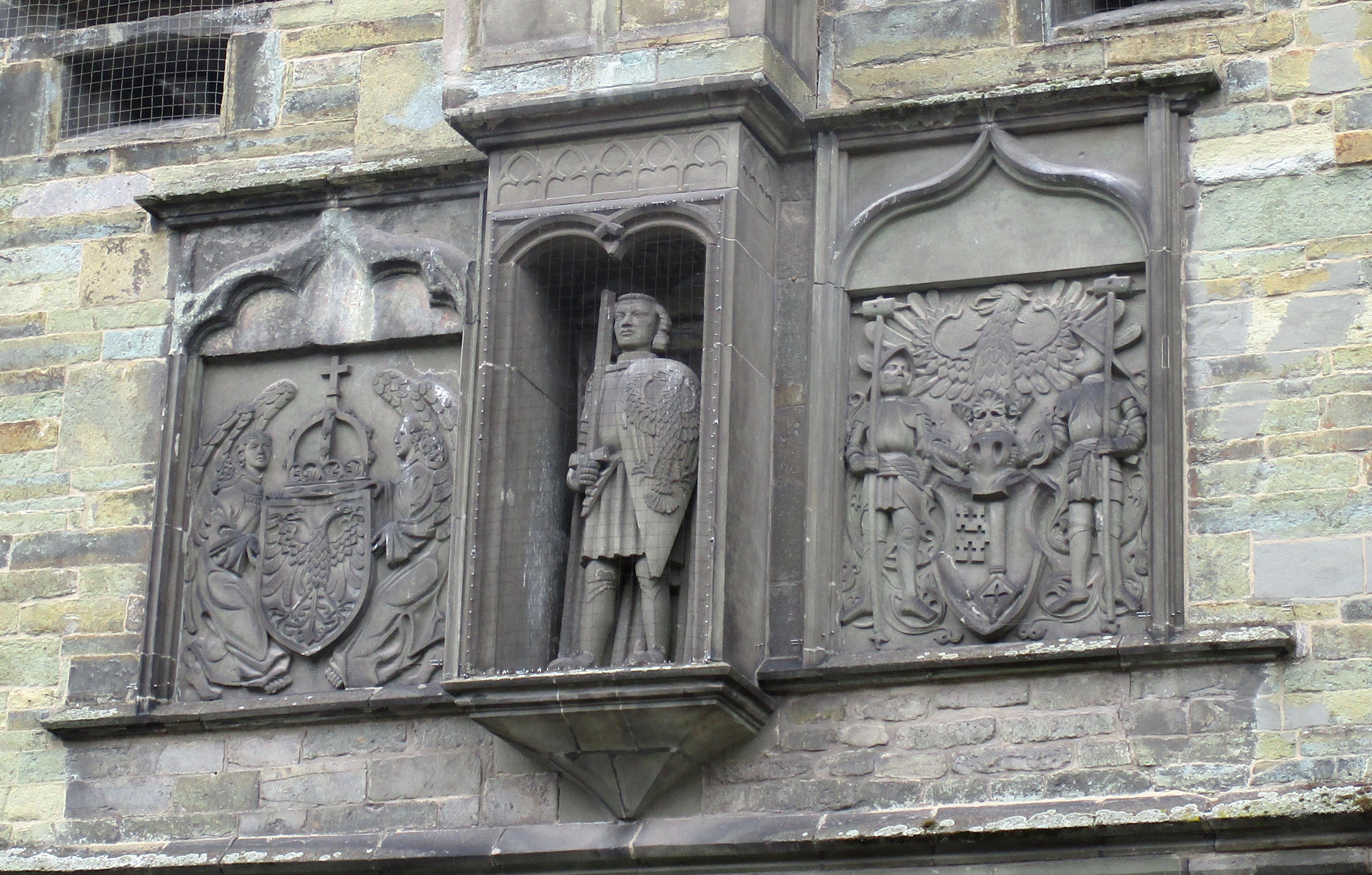
Die heutige Patroklusskulptur wurde von dem Bildhauer Wilhelm Wulff geschaffen. Angeblich hat sie die Gesichtszüge seines Sohnes Thomas, der während des Russlandfeldzugs gefallen war.

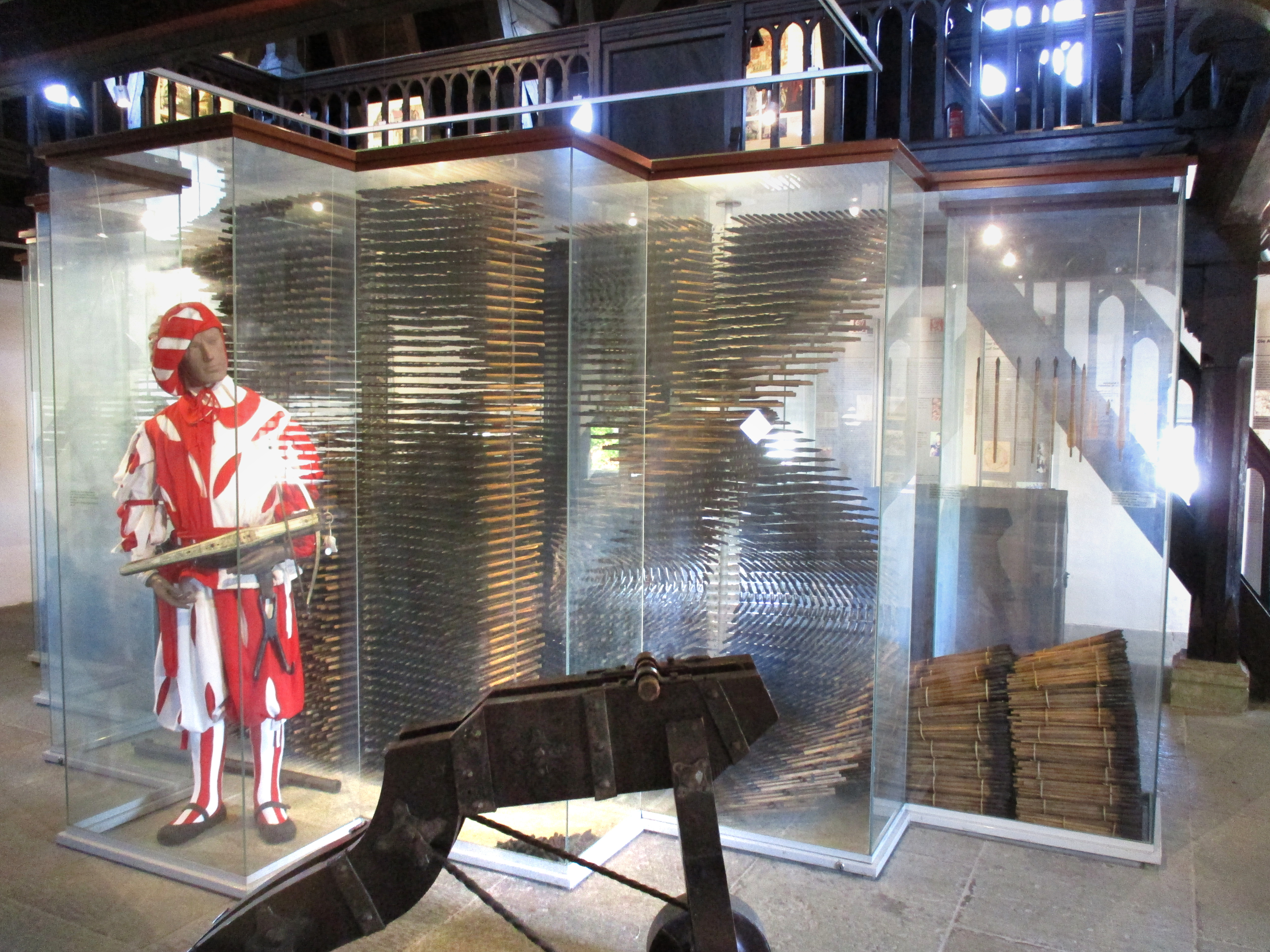
Weltweit einzigartige Sammlung von ca. 25.000 Armbrustbolzen im Osthofentormuseum

Das Osthofentor ist ein Stadttor am Hellweg der Hansestadt Soest in Nordrhein-Westfalen. Das Gebäude aus Grünsandstein ist das letzte erhaltene von ehemals acht Haupt- und zwei Nebentoren der Soester Stadtbefestigung. Der „Neubau“ wurde zwischen 1523 und 1526 anstelle eines älteren Tores errichtet. Sein Baumeister war Porphyrius von Neuenkirchen, der auch für den Weiterbau der Wiesenkirche zuständig war. Wie am Namen erkennbar, handelt es sich um das Tor, durch das die Osthofenstraße, die Hauptachse der Osthofe, die Stadt verlässt. Das repräsentative Gebäude ist eigentlich nur der Rest des Innentors der ab 1180 errichteten Stadtbefestigung. Früher erfolgte der Zugang zum Obergeschoss über die Wallmauer. 1890 wurde ein großer Teil der Stadtmauer für den Ausbau des Bahnhofs abgerissen. Seitdem steht das Osthofentor frei und ist über eine seitliche Treppe zugänglich.
Heute befindet sich darin das Osthofentormuseum. Es zeigt die Stadt- und Wohnentwicklung der Stadt Soest vom Mittelalter bis zur Neuzeit sowie eine Dauerausstellung über mittelalterliche Wehrtechnik. Es ist von April bis Oktober Mittwochs und Samstags von 14:00 – 16:00 Uhr und Sonntags von 11:00 – 17:00 Uhr geöffnet.

## Geschichte
Ende des 12. Jahrhunderts war Soest vollständig von einer mächtigen Befestigungsanlage mit bis zu 12 Meter hohen Mauern, breiten Gräften und Wällen umgeben. In die reiche Hansestadt am Hellweg kam man nur über die 10 gut abgesicherten Stadttore. Das Osthofentor war eines davon. Obwohl die Stadt nach der Soester Fehde 1449 und der Pestepidemie von 1517 so langsam ihre Bedeutung als Bildungs- und Handelszentrum verlor, gab sie 1523 Meister Porpyrus den Auftrag für einen repräsentativen Neubau des östlichen Stadttores. Trotz finanziell schwieriger Zeiten, in der sogar alle Stadtfeste bis auf das traditionelle Philipps-Essen vom Rat der Stadt gestrichen wurden, entstand innerhalb von 3 Jahren eine komplexe mehrteilige Toranlage. Sie ähnelte einer kleinen Vorburg im spätgotischen Baustil mit dem heute noch erhaltenen Innentorturm am Stadtwall, einem Zwinger und einem vorgelagerten Zugangstor, das auf Höhe der etwa 100 m entfernten Straße Siegfriedwall am Osthofenfriedhof lag. Zwischen Innen- und Außentor stand die kleine Severinkapelle, in der Reisende ihre Sünden beichten mussten, um leichten Herzens die Stadt zu betreten oder ihren Weg auf dem Hellweg fortzusetzen.
Doch schon bereits Mitte des 16. Jahrhunderts wurden der äußere Wall und das vorgelagerte Zugangstor abgetragen. Durch Weiterentwicklung der Waffentechnik während des Dreißigjährigen Krieges verloren die äußeren Verteidigungsanlagen ihre Funktion. Da sich die viele Bürger der Stadt ab 1531 trotz Widerstand seitens der katholischen Kirche zum Protestantismus bekannten, brauchte es schon bald auch keine Beichtkapelle mehr, wo man sich von seinen Sünden freikaufen konnte. Für acht Missionare des Münsteraner Täuferreichs, mit ihren sozialreformerischen Umgestaltungsversuchen, welche dem Rat der Stadt ein Dorn im Auge war, wurde 1534 das Osthofentor zur Richtstätte. 1634 riss man die Severinkapelle ab und baute anstelle ein Torwächterhaus (1637) mit Zollstation.
Mit der Industrialisierung und dem Ausbau des Bahnhofs zu einem der größten Verschiebebahnhöfe Westdeutschlands, wurde 1890 nordöstlich der Stadt ein großes Stück der Wallanlage abgerissen. Auch Wall und Mauer, die unmittelbar an das Osthofentor grenzten wurden niedergelegt. Das repräsentative Torgebäude mit dem markanten Dach stand nun frei. Für den Zugang ins Gebäude wurde auf der Südseite eine Treppe gebaut. Seit 1837 war bekannt, dass der Dachstuhl so langsam baufällig wurde. Zu Beginn des 20. Jahrhunderts musste er erneuert werden. 1904 erhielt das Osthofentor ein flaches Notdach. 1905 bekam es wieder seine alte Form. Nach dem Ersten Weltkrieg wurde im Osthofentor ein Kriegsmuseum bzw. -archiv eingerichtet. Es wurde bis in die späten 1960er Jahre betrieben.
Während des Zweiten Weltkriegs blieb das Osthofentor trotz zahlreicher Luftangriffe auf den angrenzenden Güterbahnhof und der Stadt weitgehend unbeschädigt. Ein Treffer auf die Tordurchfahrt zerstörte allerdings Teile der repräsentativen Ostfassade und den rechten der drei Erker. Die heutige Patroklusskulptur über dem Torbogen stammt von dem Bildhauer Wilhelm Wulff. Sie trägt angeblich die Gesichtszüge seines Sohnes Thomas, der während des Russlandfeldzugs gefallen war.
In den 1970er Jahren musste das in die Jahre gekommene Gebäude abermals renoviert werden. Von 1971 bis 1974 wurde die Fassade restauriert und von 1978 bis 1980 die Innenräume saniert. Gleichzeitig arbeitete man an einem neuen Ausstellungskonzept für das neue Osthofentormuseum. Anfang 1982 wurde es eröffnet.

## Osthofentormuseum
Heute ist das Osthofentormuseum ein städtisches Museum der Stadt Soest. Es beherbergt eine Dauerausstellung zur Stadt- und Wohnentwicklung vom Mittelalter bis zur Neuzeit und über mittelalterliche Wehrtechnik. Herzstück der Ausstellung ist eine Installation aus ca. 25.000 Armbrustbolzen aus dem 15. Jahrhundert in einer Großvitrine. Sie stammen aus der ehemaligen Rüstkammer der Stadt im Turmgeschoss des St. Patrokli Doms. Nebenbei kann man den historischen Torturm erkunden. Die Wendeltreppenaufgänge zu den Etagen sind bei der ehemaligen Wehranlage allerdings sehr schmal und leider nicht barrierefrei.

### Die Wachstube – Stadtgeschichte und Osthofentor
Anhand von Informationstafeln, Fotos, Grafiken und der Sammlung historischer Siegel und Münzen der Stadt Soest erhält man einen kurzen Überblick in die mehr als 1000-jährige Stadtgeschichte.
Zentral im Raum steht ein Modell der Stadt Soest um das Jahr 1912. Der Ausschnitt der Altstadt zeigt noch viele Bauwerke, Bahnstrecken und Straßenverläufe, die heute nicht mehr existieren. Darunter das ehemalige Dominikanerkloster, der „Von Köppenschen Hof“ im heutigen Theodor-Heuss-Park und Teile des Bahnhofs. Zur Orientierung kann man die wichtigsten Bauwerke durch Tastendruck beleuchten.
Weitere kleinere Modelle zeigen Soest um das Jahr 1000, das Osthofentor und seinen Aufbau als mittelalterliche Verteidigungsanlage mit Schutzwällen, Mauern und Wassergräben und das heutige Gebäude.
Auf dieser Etage befinden sich die Erker und das mittelalterliche Plumpsklo. Im Verteidigungsfall hielten sich bis zu 40 Schützen im Torturm auf.

### Die Rüstkammer – mittelalterliche Wehrtechnik
Wenn man heute durch die schnuckelige Altstadt mit ihren grünen Kirchen, reich verzierten Fachwerkhäusern und Barockgebäuden spaziert, vergisst man leicht, dass die Stadt Soest im Mittelalter und in der frühen Neuzeit eine schwer einzunehmende Festungsanlage war. Als reiche Hansestadt an einer Top-Lage am Hellweg weckte sie natürlich Begehrlichkeiten und Neid unter den Machthabern. Ihre schwer erkämpften Freiheiten wollten die Bürger auf keinen Fall aufgeben, schon gar nicht für einen dahergelaufenen Kölner Erzbischof, der die Stadt am liebsten in Schutt und Asche legen wollte, um seine Machtposition zu stärken. Einzig dem Kaiser schwor man Treue.
Soest war im Mittelalter eine wehrhafte Stadt. In der Rüstkammer des Osthofentors erfährt man wie sie sich gegen ihre Feinde verteidigte, den Aufbau von Wehr- und Verteidigungsanlagen, Waffentechnik, sowie Kriegs- und Belagerungsstrategien. Herzstück der Ausstellung ist jedoch die weltweit einzigartige Sammlung von knapp 25.000 Armbrustbolzen aus dem 14. bis 16. Jahrhundert, die kunstvoll in einer Großraumvitrine angeordnet sind. Waffentechnisch waren sie jedoch eine der größten Fehlinvestitionen der Stadt, da in den kommenden Kriegen standardmäßig Feuerwaffen und Kanonen eingesetzt wurden.

### Die Dachgeschossgalerie – Stadt- und Wohnentwicklung der Stadt Soest
Die Dachgeschossgalerie erreicht man über eine schmale Holztreppe hinter der großen Glasvitrine mit den Armbrustbolzen. Neun bebilderte Informationstafeln geben einen kleinen Einblick wie das Leben und die Wohnverhältnisse ausgesehen haben könnten. Sie beschreiben die Entwicklung der Stadt Soest zwischen dem Mittelalter und dem frühen 21. Jahrhundert. Angefangen von den ältesten Profanbauten, wie dem romanischen Haus, über die bürgerlichen Fachwerkhäuser der Handwerker, Kaufleute und Ackerbürger bis hin zu den steinernen Adelshäusern werden einzelne Bauten im Stadtbild vorgestellt. Anschließend folgt ein Sprung in das 19. Jahrhundert und die Gründerzeitarchitektur zu Beginn der Industrierevolution bis zu Plänen der Stadterweiterung um 1915.
Die Architekturgeschichte der Stadt im 20. Jahrhundert wird am Galeriegeländer fortgesetzt. Trotz Aufkommen der Bauhausarchitektur in den 1920er Jahren, bestand man auf die traditionelle Bauweise der Heimatschutzarchitektur um das historische Stadtbild zu erhalten. Besonders in der Zeit des Nationalsozialismus achtete man besonders auf „gute Baukunst“ im traditionellen Soester Stil. „Hässliche“ Gebäude gestaltete man durch zeitgenössische Verbesserungsvorschläge um. Die neue Baukunst galt als „jüdisch-bolschewistisch entartet“. So findet man, bis auf wenige Ausnahmen und einiger „Bausünden“ aus den 1960er und 1970er Jahren, kaum Architektur des Neuen Bauens in der Innenstadt. Heute steht die komplette Altstadt unter Denkmalschutz und es gelten strenge Bau- und Gestaltungsvorschriften. Außerhalb der Wälle gibt es dagegen moderne Arbeiter- und Reihenhaussiedlungen, Hochhäuser und Industriegebiete.

## Sonstiges
- Im Jahre 1965 wurde es in der Briefmarkenserie Deutsche Bauwerke aus zwölf Jahrhunderten der Deutschen Bundespost abgebildet.
- Das Osthofentor hat es neben anderen herausragenden deutschen Baudenkmälern ins Mini-Europa[7] in Brüssel geschafft.
- Auch beim Minigolf begegnet man dem Osthofentor im Soester Stadtpark[8] und auf der Adventuregolfanlage[9] im Kurpark von Bad Sassendorf.
- Das kleine Bronzemodell von Egbert Broerken neben dem Osthofentor darf angefasst werden. Blinde haben hier die Möglichkeit das Gebäude zu erfühlen, aber auch Sehende können hier unbekannte Details entdecken.
- Beim jährlichen Wippen des Bürger-Schützen-Verein zu Soest[10] erhält der „Malefikant“ am Osthofentor seine Henkersmahlzeit.
- Bei der Allerheiligenkirmes findet am Donnerstag Vormittag in der Gräfte am Osthofentor der Pferdemarkt statt.

## Galerie

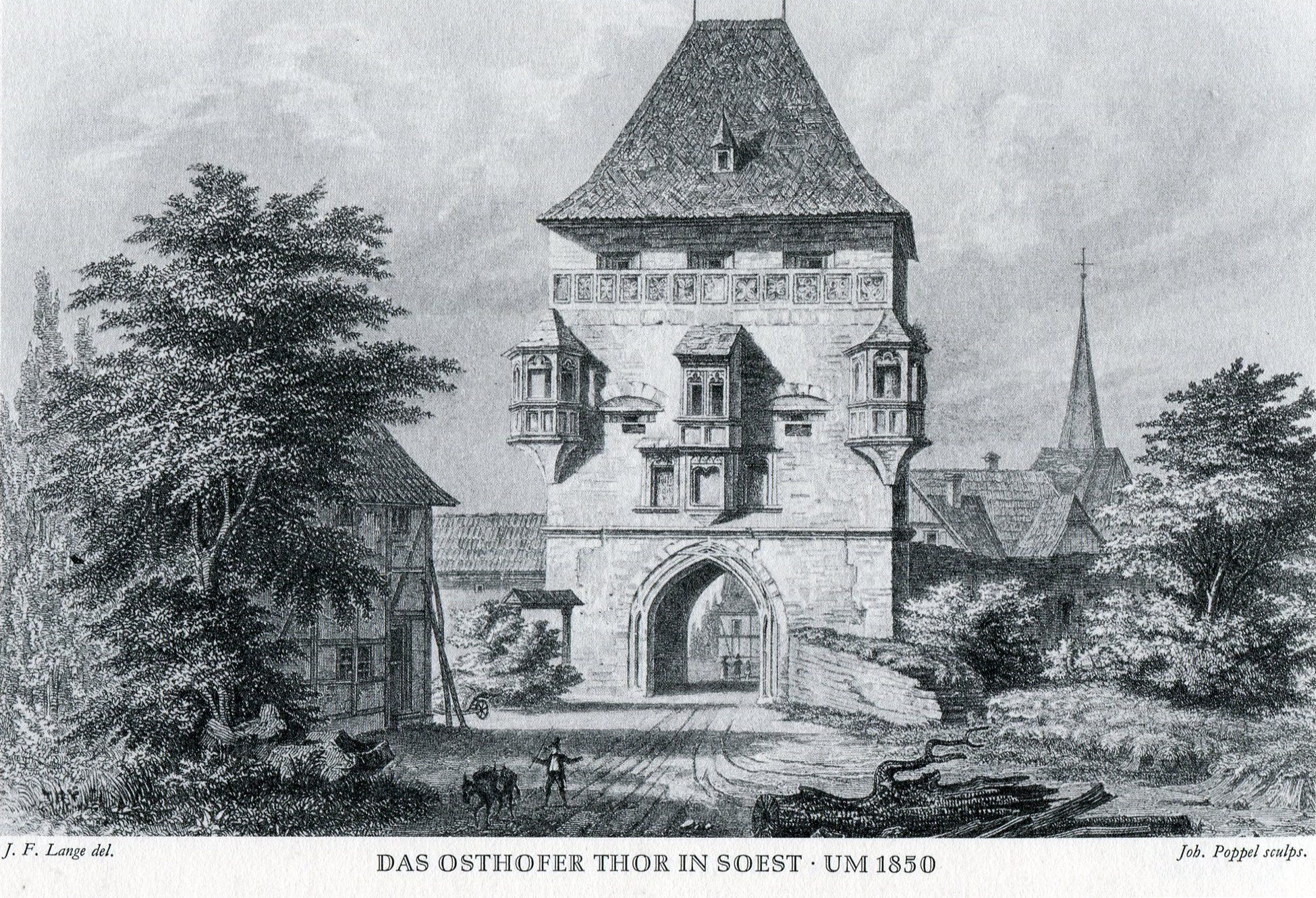
Stahlstich von 1850 - Auf der Abbildung ist noch die alte (innere) Stadtmauer am Tor zu erkennen
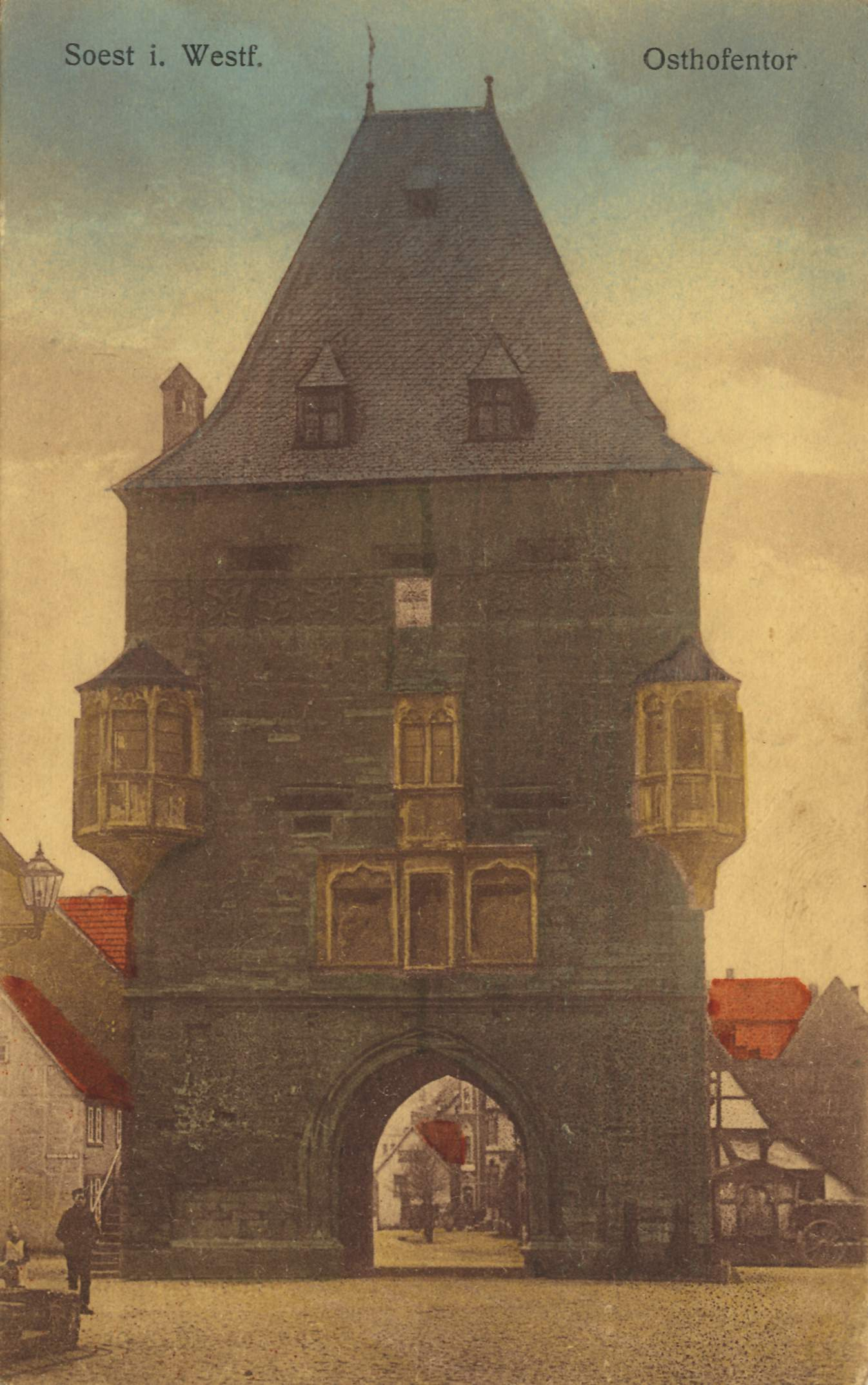
Osthofentor auf einer alten Postkarte
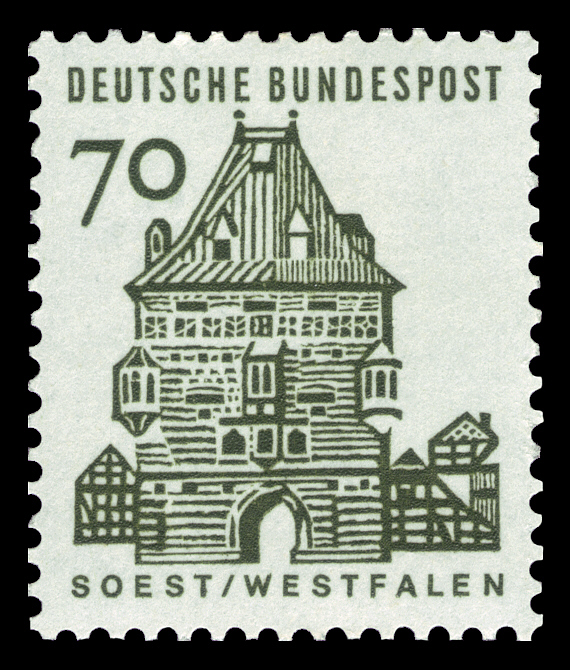
Briefmarke der Deutschen Bundespost (1965) aus der Serie Deutsche Bauwerke aus zwölf Jahrhunderten
Briefmarke der Deutschen Bundespost (1967) aus der Serie Deutsche Bauwerke aus zwölf Jahrhunderten
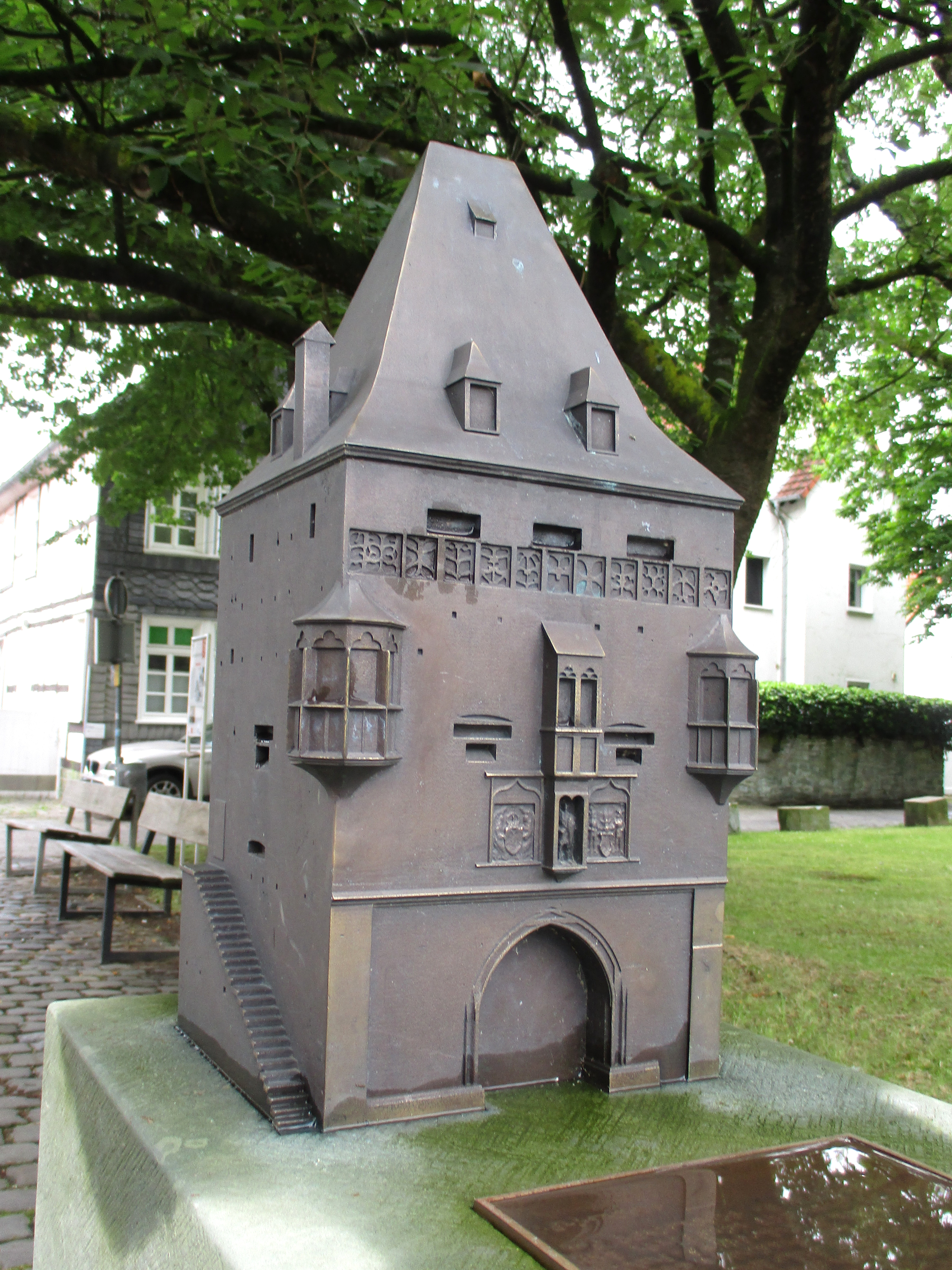
Osthofentor als Tastmodell für Blinde von Egbert Broerken